# مگس‌گیر هامبلات
مگس‌گیر هامبلات (نام علمی: Humblotia flavirostris) نام یک گونه از تیره مگس‌گیران است.